# Jouxtens
Jouxtens est une localité et une ancienne commune suisse du canton de Vaud, située dans la commune de Jouxtens-Mézery.